# Joseph Bell Forsyth
Pour les articles homonymes, voir Bell et Forsyth.
Joseph Bell Forsyth (né à Québec le 30 juin 1830 et mort à Sillery le 14 août 1913), est le fils de James Bell Forsyth et de Frances Bell. Il est le premier maire de Cap-Rouge.

## Biographie
Provenant d'une riche et influente famille, étant un des financiers les plus honorables de la région de Québec, il devient rapidement, après avoir accompli des études au Bishop's College School de Lennoxville, tout aussi puissant et éminent que son père. Notamment, il est actif dans plusieurs compagnies, sociétés et organismes. Par exemple, en 1855 (année où il se marie avec Elizabeth Magdalene Anderson, fille unique de Thomas Brown Anderson, un banquier et membre du Conseil spécial du Bas-Canada), il est commerçant et agent d'assurances à Québec. C'est aussi cette année-là qu'il se fait construire sa villa, le Manoir de Cap-Rouge (la bâtisse est toujours là, c'est de nos jours le centre municipal). Aussi, il est pendant plusieurs années percepteur des douanes dans le port de Québec. 

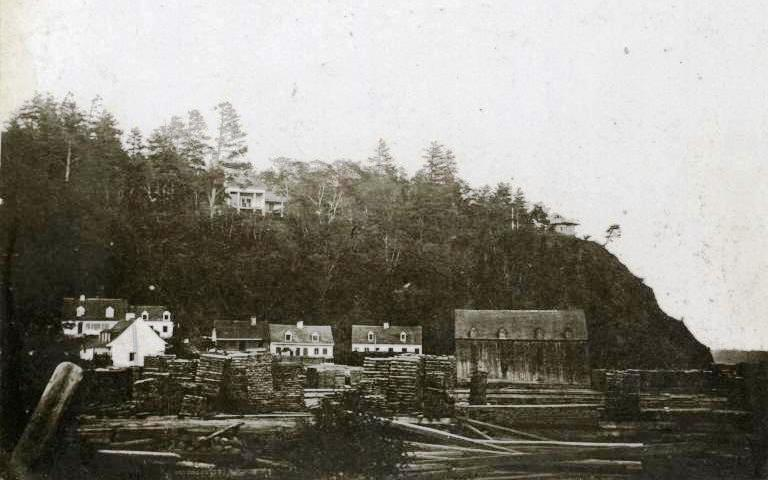
Cottage Redclyffe, résidence de Joseph Bell Forsyth, près de Cap-Rouge, vers 1910

Propriétaire de vastes terres riveraines à Cap-Rouge, il a vers 1860 les quais et le matériel qu'il lui faut pour s'entreprendre dans le commerce de bois avec la Grande-Bretagne, ce qu'il fait. Parallèlement à ce nouveau gagne-pain, il continue d'acheter des territoires à Cap-Rouge. En 1869, à la mort de son père, il reçoit en héritage la maison Atkinson.
Il est en 1887 un des fondateurs de la Compagnie du pont de Québec, établie en vue de construire le premier pont traversant le Saint-Laurent près de Québec. 
Grand voyageur, il publie en 1861 un livre, A Few Months in the East: or a Glimpse of the Red, the Dead and the Black Seas, by a Canadian.
Il est le premier maire de Cap-Rouge de 1873 à 1882 et de 1885-1890. Il obtient le titre de Colonel en 1907.

## Hommages
La rue Joseph-B. Forsyth, auparavant dans la ville de Cap-Rouge et maintenant présente dans la ville de Québec, fut nommée en 1987, en son honneur.

## Citation

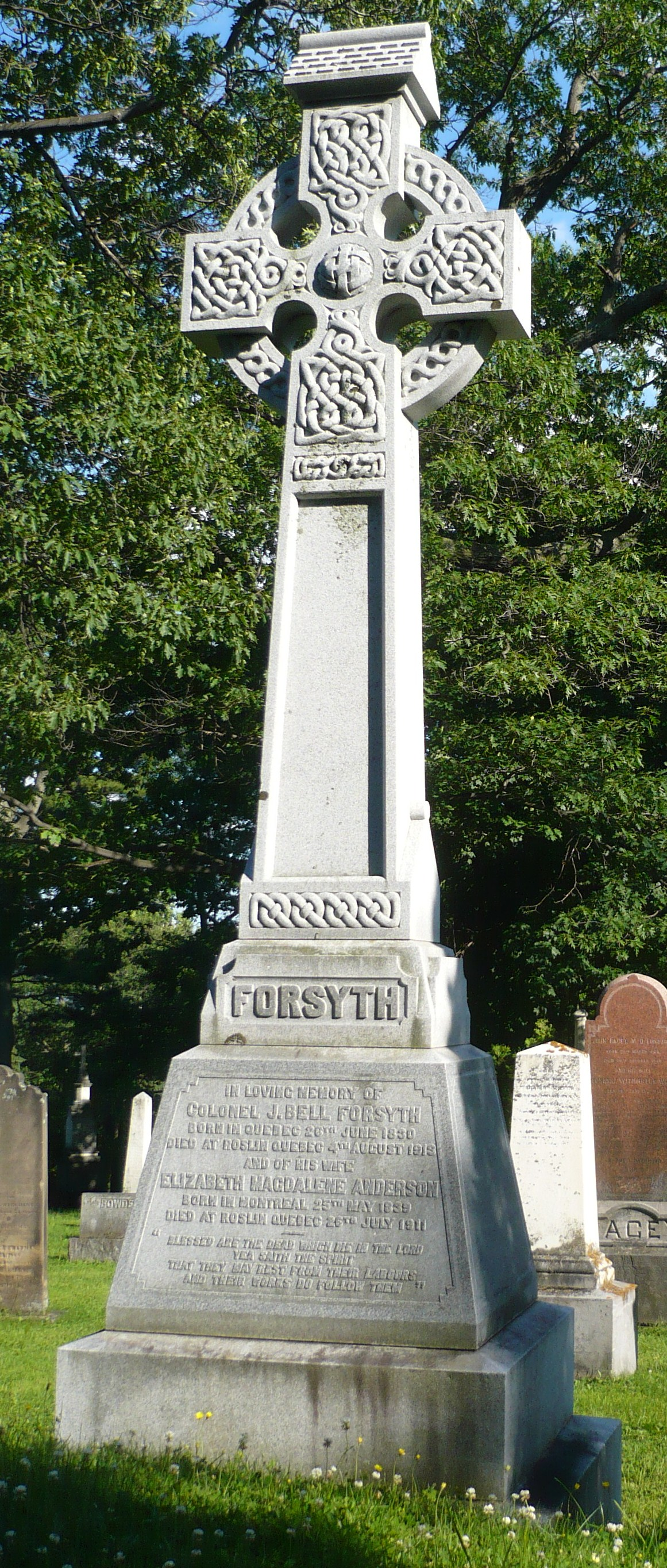
Pierre tombale de la famille Forsyth au cimetière Mount Hermon Cemetery de Sillery.

« Membre d'une des familles les plus puissantes dans le commerce au Canada, dans la seconde moitié du XIXe siècle, il compte aussi parmi les hommes d'affaires les plus en vue de la région de Québec »